# NURBS

NURBS-кривая, созданная в NX Shape Studio

Анимированная версия

Неоднородный рациональный B-сплайн, NURBS (англ. Non-uniform rational B-spline) — математическая форма, применяемая в компьютерной графике для генерации и представления кривых и поверхностей. Как следует из названия, является частным случаем B-сплайнов, причём широко распространённым из-за своей стандартизированности и относительной простоты.

## История
Разработка NURBS началась в 1950-х годах инженерами, которым требовалось математически точное представление поверхностей произвольной формы (таких как корпуса кораблей, самолётов, космических аппаратов и автомобилей) с возможностью точного копирования и воспроизведения всякий раз, когда это нужно. До появления представлений такого рода проектировщик создавал единичную физическую (материальную) модель, которая и служила эталоном.
Пионером в этих исследованиях были французы Пьер Безье, инженер из компании Рено, и Поль де Кастельжо, сотрудник компании Ситроен; работали они независимо друг от друга в одно и то же время. Однако, поскольку Безье опубликовал результаты своей работы, большинство знакомых с компьютерной графикой знают о сплайнах — кривых, представимых контрольными точками, — по сплайнам Безье; в то время как имя де Кастельжо упоминается только рядом с алгоритмами, которые он изобрёл для вычисления параметрических поверхностей. В 1960-х было установлено, что неравномерные рациональные B-сплайны являются обобщением сплайнов Безье, которые могут быть определены как равномерные рациональные B-сплайны.
Первой работой с упоминанием NURBS стала диссертация Кена Версприла (Ken Versprille), аспиранта университета Сиракьюз в штате Нью-Йорк [Versprille 1975]. В 2005 году CAD Society, некоммерческая ассоциация отрасли САПР, присудила Кену Версприллу награду за неоценимый вклад в технологию САПР в виде NURBS.
Поначалу NURBS использовались только в коммерческих CAD-системах для автомобильных компаний. Позднее они стали неотъемлемой частью стандартных пакетов программ для компьютерной графики. Например в Maya, 3ds Max.
Интерактивная отрисовка кривых и поверхностей NURBS в реальном времени стала впервые доступна на рабочих станциях Silicon Graphics в 1989 году. В 1993 компания CAS Berlin, небольшая начинающая компания, сотрудничавшая с Берлинским техническим университетом, разработала первый интерактивный редактор NURBS для персональных компьютеров, названный NöRBS. Сегодня большинство профессиональных приложений для компьютерной графики могут работать с NURBS, чаще всего это реализуется включением в эти приложения NURBS-движка, разработанного специализированной компанией.